# Золото привидів
Золото привидів (англ. The Gold Ghost) — американський короткометражний комедійний вестерн Бастера Кітона 1934 року.

## Сюжет
Після того, як Бастера кидає дружина, він вирішує кинути все і вирушити на захід, де незабаром знаходить покинуте містечко, в якому сам себе й призначає шерифом.

## У ролях
- Бастер Кітон — Воллі
- Воррен Гаймер — Багс Келлі
- Дороті Дікс — Глорія
- Вільям Вортінгтон — Джим, батько Глорії
- Ллойд Інгрехам — Георг, батько Воллі
- Лео Вілліс — незаконний лідер